# Vendredi noir (1978)
Pour les articles homonymes, voir Vendredi noir.
Le Vendredi Noir eut lieu en Iran le 8 septembre 1978 (17 Sharivar 1357 du calendrier persan). Le pays était agité depuis quelque temps par des protestations contre le régime de Mohammad Reza Chah. Le soir du 7 septembre, pour la première fois depuis les émeutes de juin 1963, la loi martiale fut décrétée à Téhéran, ainsi que dans onze autres villes (Karaj, Qom, Tabriz, Machhad, Ispahan, Chiraz, Abadan, Ahvaz, Qazvin, Johram et Kazerun). Le lendemain, des protestations massives eurent lieu à Téhéran. L'armée réprima dans le sang les manifestations, ouvrant le feu sur la foule et utilisant des chars et des hélicoptères. De nombreux manifestants furent tués, en majorité des étudiants des écoles religieuses. L'armée, responsable du massacre, fit état de 87 morts et 205 blessés, tandis que l'opposition dénombrait plus de 4 000 morts, dont 500 pour la seule Place Jaleh. 
Cette violence fit perdre au régime le peu de soutiens qui lui restait et radicalisa fortement l'opposition au Chah, ce qui fit dire au journaliste français Jean Gueyras que « la libéralisation était la principale victime du Vendredi Noir ».
Des protestations rassemblant encore plus de monde suivirent le massacre, dont une grève générale qui paralysa l'industrie du pétrole, essentielle à la survie du régime.
Ces événements sont des précurseurs de la révolution iranienne qui mit fin au régime du Chah moins d'un an plus tard.